# Krasnoluka, Lanivți
Krasnoluka (în ucraineană Краснолука) este o comună în raionul Lanivți, regiunea Ternopil, Ucraina, formată numai din satul de reședință.

## Demografie
Componența lingvistică a comunei Krasnoluka
     Ucraineană (99,31%)
     Alte limbi (0,52%)
Conform recensământului din 2001, majoritatea populației comunei Krasnoluka era vorbitoare de ucraineană (99,31%), existând în minoritate și vorbitori de alte limbi.